# Беллуми, Лахдар
Лахда́р Беллу́ми (араб. لخضر بلومي‎, фр. Lakhdar Belloumi; род. 29 декабря 1958, Маскара) — алжирский футболист и футбольный тренер. Играл на позиции полузащитника.

## Международная карьера
Он принял участие в летних Олимпийских играх 1980, в двух чемпионатах мира по футболу (1982 и 1986), в четырёх Кубках африканских наций (1980, 1982, 1984 и 1988), а также в двух Средиземноморских играх (1979 и 1983). В сборной Алжира он сыграл 100 матчей (FIFA признаёт только 81 матчей официально) и забил 27 голов. В 1981 году он был награждён наградой — «Африканский футболист года». Беллуми забил победный гол в матче с Западной Германией на чемпионате мира 1982 года и был ключевым игроком в алжирской сборной на протяжении 1980-х годов. Его последняя игра за Алжир была в 1989 году.

## Достижения

### Клубные
- Чемпион Алжира в сезоне 1983/84 в составе «ГК Маскара»
- Чемпион Алжира в сезоне 1987/88 в составе «МК Оран»
  - 2-е место в чемпионате Алжира в составе «МК Орана» в сезонах: 1986/87 и 1989/90
- Финалист Африканского Кубка чемпионов в розыгрыше 1989 года в составе «МК Орана»

### Со сборной Алжира
- Бронзовые медали Средиземноморских игр 1979 года в Сплите
- 2-е место на Кубке африканских наций 1980 года в Нигерии
- 1/4 финала летних Олимпийских игр 1980 года в Москве
- 3-е место на Кубке африканских наций 1984 года в Кот-д’Ивуаре и 1988 года в Марокко
- Участник чемпионатов мира: 1982 года в Испании и 1986 года в Мексике